# Spiroglyphus politus
Spiroglyphus politus är en ringmaskart som beskrevs av Daudin 1800. Spiroglyphus politus ingår i släktet Spiroglyphus och familjen Serpulidae. Inga underarter finns listade i Catalogue of Life.